# Moritz Moos
Moritz Moos, född 15 mars 1994, är en tysk roddare.
Moos tävlade för Tyskland vid olympiska sommarspelen 2016 i Rio de Janeiro, där han tillsammans med Jason Osborne slutade på 9:e plats i lättvikts-dubbelsculler.